# Kasia Kowalska
Katarzyna Kowalska, detta Kasia (Sulejówek, 13 giugno 1973), è una cantante polacca.

## Biografia
Ha iniziato la propria carriera negli anni '80 collaborando con diversi gruppi come Human, Fatum e Talking Pictures. Nel 1994 si è avviata nella carriera solista pubblicando l'album Gemini. Nel 1995 ha preso parte al Festival internazionale della canzone di Sopot dove ha vinto il Gran Prix. 
Successivamente ha pubblicato il suo secondo album.
Nel 1996 ha rappresentato la Polonia all'Eurovision Song Contest 1996 presentando il brano Chcę znać swój grzech....
Nell'ambito degli MTV Europe Music Awards 2001 ha vinto il premio come miglior artista polacco.

## Discografia
- 1994 – Gemini
- 1995 – Koncert inaczej
- 1996 – Czekając na...
- 1998 – Pełna obaw
- 2000 – 5
- 2002 – Antidotum
- 2004 – Samotna w wielkim mieście
- 2008 – Antepenultimate
- 2010 – Ciechowski. Moja krew